# آتش‌سوزی ۲۰۱۸ بیمارستان میریانگ
در روز ۲۶ ژانویه ۲۰۱۸ در اثر آتش‌سوزی در بیمارستان سیونگ در شهر میریانگ کره جنوبی ۳۹ تن کشته و ۱۵۳ تن مجروح شدند. این حادثه مرگبار آتش‌سوزی در یک دهه اخیر در کره جنوبی بوده‌است. در میان کشته‌شدگان یک پزشک، یک پرستار و یک دستیار پرستار بوده‌اند. ۳۰ تن از قربانیان بیش از ۷۰ سال سن داشته‌اند.
آتش‌سوزی در ساعت ۷:۳۵ صبح به وقت محلی کره جنوبی از طبقه اول بیمارستان سیونگ شروع شد. در آن زمان بیش از ۱۰۰ بیمار در ساختان اصلی بیمارستان و ۹۴ تن در آسایشگاه مجاور مجتمع حضور داشتند.
بیمارستان سیونگ و آسایشگاه آن در سال ۲۰۰۸ توسط بنیاد پزشکی هیوسیونگ تأسیس شده بود.